# Quatrième circonscription de l'Aisne (1958-1986)
La quatrième circonscription de l'Aisne est une ancienne circonscription législative de l'Aisne sous la Cinquième République de 1958 à 1986.

## Description géographique, historique et démographique
Par ordonnance du 13 octobre 1958 relative à l'élection des députés à l'Assemblée nationale, la quatrième circonscription est créée. Elle regroupe la partie ouest de l'arrondissement de Laon avec le canton de Saint-Simon
La quatrième circonscription de l'Aisne était composée de :
- canton d'Anizy-le-Château
- canton de Chauny
- canton de Coucy-le-Château-Auffrique
- canton de Crécy-sur-Serre
- canton de La Fère
- canton de Saint-Simon

Le décret du 23 juillet 1973 crée le canton de Tergnier, à partir de sept communes du canton de La Fère, mais elle ne modifie pas les limites de la circonscription.
La loi organique du 10 juillet 1985 entraîne la suppression de la circonscription lors des élections législatives de 1986 qui se sont déroulées selon un mode de scrutin proportionnel à un seul tour par listes départementales.
Les lois organiques du 11 juillet 1986 et du 24 novembre 1986 recréent la quatrième circonscription selon un nouveau découpage,,.

## Description politique
| Législature | Début de mandat | Fin de mandat  | Député            | Parti politique | Observations |
| ----------- | --------------- | -------------- | ----------------- | --------------- | --- |
| Ire         | 9 décembre 1958 | 9 octobre 1962 | Albert Catalifaud | UNR             | Mandat écourté à la suite d'une dissolution parlementaire décidée par Charles de Gaulle.                                               |
| IIe         | 6 décembre 1962 | 2 avril 1967   | Albert Catalifaud | UNR-UDT         | |
| IIIe        | 3 avril 1967    | 30 mai 1968    | Albert Catalifaud | UD-Ve           | Mandat écourté à la suite d'une dissolution parlementaire décidée par Charles de Gaulle.                                               |
| IVe         | 11 juillet 1968 | 1er avril 1973 | Albert Catalifaud | UDR             | |
| Ve          | 2 avril 1973    | 2 avril 1978   | Roland Renard     | PCF             | Conseiller général du canton de Saint-Simon                                                                                            |
| VIe         | 3 avril 1978    | 22 mai 1981    | Roland Renard     | PCF             | Conseiller général du canton de Saint-Simon Mandat écourté à la suite d'une dissolution parlementaire décidée par François Mitterrand. |
| VIIe        | 2 juillet 1981  | 1er avril 1986 | Roland Renard     | PCF             | Conseiller général du canton de Saint-Simon                                                                                            |

## Historique des résultats

### Élections législatives de 1958
| Candidat           | Candidat              | Parti                     | Premier tour | Premier tour | Second tour | Second tour |  |
| Candidat           | Candidat              | Parti                     | Voix         | %            | Voix        | %           |  |
| ------------------ | --------------------- | ------------------------- | ------------ | ------------ | ----------- | ----------- |  |
|                    | Albert Catalifaud élu | UNR                       | 11 666       | 28,37        | 26 735      | 65,90       |  |
|                    | Étienne Mansart       | PCF                       | 10 291       | 25,02        | 13 835      | 34,10       |  |
|                    | Jacques Blanchot      | Divers droite             | 7 968        | 19,37        | Retrait     | Retrait     |  |
|                    | Maurice Brugnon       | SFIO                      | 7 078        | 17,21        | Retrait     | Retrait     |  |
|                    | Jean Huon             | Divers droite (Gaulliste) | 2 745        | 6,67         | Retrait     | Retrait     |  |
|                    | Maurice Clary         | UGS                       | 1 380        | 3,36         |             |             |  |
|                    |                       |                           |              |              |             |             |  |
| Inscrits           | Inscrits              | Inscrits                  | 52 583       | 100,00       | 52 578      | 100,00      |  |
| Abstentions        | Abstentions           | Abstentions               | 10 292       | 19,57        | 10 473      | 19,92       |  |
| Votants            | Votants               | Votants                   | 42 291       | 80,43        | 42 105      | 80,08       |  |
| Blancs et nuls     | Blancs et nuls        | Blancs et nuls            | 1 163        | 2,75         | 1 535       | 3,65        |  |
| Exprimés           | Exprimés              | Exprimés                  | 41 128       | 97,25        | 40 570      | 96,35       |  |
| Source : Data.gouv |                       |                           |              |              |             |             |  |

Lucien Trannoy, huissier de justice, conseiller général du canton de Chauny, adjoint au maire de Chauny, était le suppléant d'Albert Catalifaud.

### Élections législatives de 1962
| Candidat           | Candidat                        | Parti                     | Premier tour | Premier tour | Second tour | Second tour |  |
| Candidat           | Candidat                        | Parti                     | Voix         | %            | Voix        | %           |  |
| ------------------ | ------------------------------- | ------------------------- | ------------ | ------------ | ----------- | ----------- |  |
|                    | Albert Catalifaud sortant réélu | UNR-UDT                   | 15 612       | 42,26        | 22 877      | 58,21       |  |
|                    | Étienne Mansart                 | PCF                       | 8 696        | 23,54        | 16 422      | 41,79       |  |
|                    | Maurice Brugnon                 | SFIO                      | 6 135        | 16,61        | Retrait     | Retrait     |  |
|                    | Julien Béal                     | MRP                       | 2 550        | 6,90         | Retrait     | Retrait     |  |
|                    | Norbert Cerf                    | CNIP                      | 2 524        | 6,83         | Retrait     | Retrait     |  |
|                    | Henri Courcy                    | Divers droite (Gaulliste) | 1 426        | 3,86         |             |             |  |
|                    |                                 |                           |              |              |             |             |  |
| Inscrits           | Inscrits                        | Inscrits                  | 53 448       | 100,00       | 53 444      | 100,00      |  |
| Abstentions        | Abstentions                     | Abstentions               | 13 899       | 26           | 12 336      | 23,08       |  |
| Votants            | Votants                         | Votants                   | 39 549       | 74           | 41 108      | 76,92       |  |
| Blancs et nuls     | Blancs et nuls                  | Blancs et nuls            | 2 606        | 6,59         | 1 809       | 4,4         |  |
| Exprimés           | Exprimés                        | Exprimés                  | 36 943       | 93,41        | 39 299      | 95,6        |  |
| Source : Data.gouv |                                 |                           |              |              |             |             |  |

Paul Bernadet, chef de service, était le suppléant d'Albert Catalifaud.

### Élections législatives de 1967
| Candidat           | Candidat                        | Parti          | Premier tour | Premier tour | Second tour | Second tour |  |
| Candidat           | Candidat                        | Parti          | Voix         | %            | Voix        | %           |  |
| ------------------ | ------------------------------- | -------------- | ------------ | ------------ | ----------- | ----------- |  |
|                    | Albert Catalifaud sortant réélu | UD-Ve          | 21 322       | 48,39        | 23 009      | 52,75       |  |
|                    | Roland Renard                   | PCF            | 12 999       | 29,50        | 20 611      | 47,25       |  |
|                    | Charles Margueritte             | FGDS (SFIO)    | 9 745        | 22,11        | Retrait     | Retrait     |  |
|                    |                                 |                |              |              |             |             |  |
| Inscrits           | Inscrits                        | Inscrits       | 53 695       | 100,00       | 53 688      | 100,00      |  |
| Abstentions        | Abstentions                     | Abstentions    | 8 207        | 15,28        | 8 430       | 15,7        |  |
| Votants            | Votants                         | Votants        | 45 488       | 84,72        | 45 258      | 84,3        |  |
| Blancs et nuls     | Blancs et nuls                  | Blancs et nuls | 1 422        | 3,13         | 1 638       | 3,62        |  |
| Exprimés           | Exprimés                        | Exprimés       | 44 066       | 96,87        | 43 620      | 96,38       |  |
| Source : Data.gouv |                                 |                |              |              |             |             |  |

François Le Blanc, commerçant, adjoint au maire de Chauny, était le suppléant d'Albert Catalifaud.

### Élections législatives de 1968
|                                | Albert Catalifaud sortant réélu | UDR (URP)      | 22 551 | 50,76  |  |  |  |
|                                | Roland Renard                   | PCF            | 11 374 | 25,60  |  |  |  |
|                                | Charles Margueritte             | FGDS (CIR)     | 8 598  | 19,35  |  |  |  |
|                                | Marcel Lalonde                  | PSU            | 1 903  | 4,28   |  |  |  |
|                                |                                 |                |        |        |  |  |  |
| Inscrits                       | Inscrits                        | Inscrits       | 53 664 | 100,00 |  |  |  |
| Abstentions                    | Abstentions                     | Abstentions    | 8 373  | 15,6   |  |  |  |
| Votants                        | Votants                         | Votants        | 45 291 | 84,4   |  |  |  |
| Blancs et nuls                 | Blancs et nuls                  | Blancs et nuls | 865    | 1,91   |  |  |  |
| Exprimés                       | Exprimés                        | Exprimés       | 44 426 | 98,09  |  |  |  |
| Source : data.gouv.fr, CEVIPOF |                                 |                |        |        |  |  |  |

Michel Deruy, conseiller municipal de Chauny, était suppléant d'Albert Catalifaud.

### Élections législatives de 1973
| Candidat           | Candidat                  | Parti                 | Premier tour | Premier tour | Second tour | Second tour |  |
| Candidat           | Candidat                  | Parti                 | Voix         | %            | Voix        | %           |  |
| ------------------ | ------------------------- | --------------------- | ------------ | ------------ | ----------- | ----------- |  |
|                    | Albert Catalifaud sortant | UDR (URP)             | 14 502       | 30,98        | 22 603      | 48,82       |  |
|                    | Roland Renard élu         | PCF                   | 13 473       | 28,78        | 23 699      | 51,18       |  |
|                    | Yves Brinon               | PS (UGSD)             | 10 255       | 21,90        | Retrait     | Retrait     |  |
|                    | Norbert Cerf              | MR                    | 6 060        | 12,94        | Retrait     | Retrait     |  |
|                    | Jacques Dwornik           | PSU                   | 1 334        | 2,85         |             |             |  |
|                    | Marie-Anne Herbaut        | Extrême droite (ARIL) | 1 193        | 2,55         |             |             |  |
|                    |                           |                       |              |              |             |             |  |
| Inscrits           | Inscrits                  | Inscrits              | 55 807       | 100,00       | 55 803      | 100,00      |  |
| Abstentions        | Abstentions               | Abstentions           | 7 948        | 14,24        | 7 583       | 13,59       |  |
| Votants            | Votants                   | Votants               | 47 859       | 85,76        | 48 220      | 86,41       |  |
| Blancs et nuls     | Blancs et nuls            | Blancs et nuls        | 1 042        | 2,18         | 1 918       | 3,98        |  |
| Exprimés           | Exprimés                  | Exprimés              | 46 817       | 97,82        | 46 302      | 96,02       |  |
| Source : Data.gouv |                           |                       |              |              |             |             |  |

Paul Hauriez, employé SNCF, conseiller général du canton de Tergnier, maire de Quessy, était le suppléant de Roland Renard.

### Élections législatives de 1978
| Candidat           | Candidat                    | Parti          | Premier tour | Premier tour | Second tour | Second tour |  |
| Candidat           | Candidat                    | Parti          | Voix         | %            | Voix        | %           |  |
| ------------------ | --------------------------- | -------------- | ------------ | ------------ | ----------- | ----------- |  |
|                    | Roland Renard sortant réélu | PCF            | 18 942       | 35,04        | 29 994      | 55,45       |  |
|                    | Albert Catalifaud           | RPR            | 15 477       | 28,63        | 24 102      | 44,55       |  |
|                    | Catherine Kintzler          | PS             | 9 636        | 17,82        | Retrait     | Retrait     |  |
|                    | Yves Brinon                 | Divers gauche  | 6 821        | 12,62        |             |             |  |
|                    | Michel Cremey               | LO             | 1 430        | 2,64         |             |             |  |
|                    | Philippe Villelongue        | MRG            | 767          | 1,42         |             |             |  |
|                    | Michel Cropsal              | Divers droite  | 992          | 1,83         |             |             |  |
|                    |                             |                |              |              |             |             |  |
| Inscrits           | Inscrits                    | Inscrits       | 63 537       | 100,00       | 63 577      | 100,00      |  |
| Abstentions        | Abstentions                 | Abstentions    | 8 312        | 13,08        | 7 641       | 12,02       |  |
| Votants            | Votants                     | Votants        | 55 225       | 86,92        | 55 936      | 87,98       |  |
| Blancs et nuls     | Blancs et nuls              | Blancs et nuls | 1 160        | 2,1          | 1 840       | 3,29        |  |
| Exprimés           | Exprimés                    | Exprimés       | 54 065       | 97,9         | 54 096      | 96,71       |  |
| Source : Data.gouv |                             |                |              |              |             |             |  |

Édouard Kroczek, inspecteur de l'Education Nationale, conseiller municipal de Saint-Gobain, était le suppléant de Roland Renard.

### Élections législatives de 1981
| Candidat              | Candidat                    | Parti          | Premier tour | Premier tour | Second tour | Second tour |  |
| Candidat              | Candidat                    | Parti          | Voix         | %            | Voix        | %           |  |
| --------------------- | --------------------------- | -------------- | ------------ | ------------ | ----------- | ----------- |  |
|                       | Roland Renard sortant réélu | PCF            | 17 521       | 36,63        | 29 184      | 59,59       |  |
|                       | Jacques de Brosses          | RPR (UNM)      | 15 189       | 31,75        | 19 787      | 40,41       |  |
|                       | Jacques Desallangre         | PS             | 15 126       | 31,62        | Retrait     | Retrait     |  |
|                       |                             |                |              |              |             |             |  |
| Inscrits              | Inscrits                    | Inscrits       | 65 287       | 100,00       | 65 284      | 100,00      |  |
| Abstentions           | Abstentions                 | Abstentions    | 16 767       | 25,68        | 14 464      | 22,16       |  |
| Votants               | Votants                     | Votants        | 48 520       | 74,32        | 50 820      | 77,84       |  |
| Blancs et nuls        | Blancs et nuls              | Blancs et nuls | 684          | 1,41         | 1 849       | 3,64        |  |
| Exprimés              | Exprimés                    | Exprimés       | 47 836       | 98,59        | 48 971      | 96,36       |  |
| Source : Data.gouv.fr |                             |                |              |              |             |             |  |

Édouard Kroczek, conseiller municipal de Saint-Gobain était le suppléant de Roland Renard.